# Koroncó
Koroncó község Győr-Moson-Sopron vármegyében, a Győri járásban.

## Fekvése
Győr központjától mintegy 10 kilométerre délnyugatra fekszik.
A közvetlenül határos települések: északkelet felől Gyirmót és Ménfőcsanak (mindkettő Győr része), délkelet felől Győrszemere, dél felől Tét, délnyugat felől Rábaszentmihály, nyugat felől Mérges, északnyugat felől pedig Rábapatona.
Történeti források szerint egykor a határában feküdt egy Dusnok nevű település is.

### Megközelítése
A 83-as főútról Győr-Ménfőcsanaknál délnyugat felé lekanyarodva, mintegy 5 kilométeres letéréssel érhető el a 8418-as úton. Sűrű autóbusz-közlekedése van a megyeszékhellyel.
Egykor a szomszédos Győrszemerével gazdasági vasút kötötte össze, melyen személyforgalom is volt.

## Története

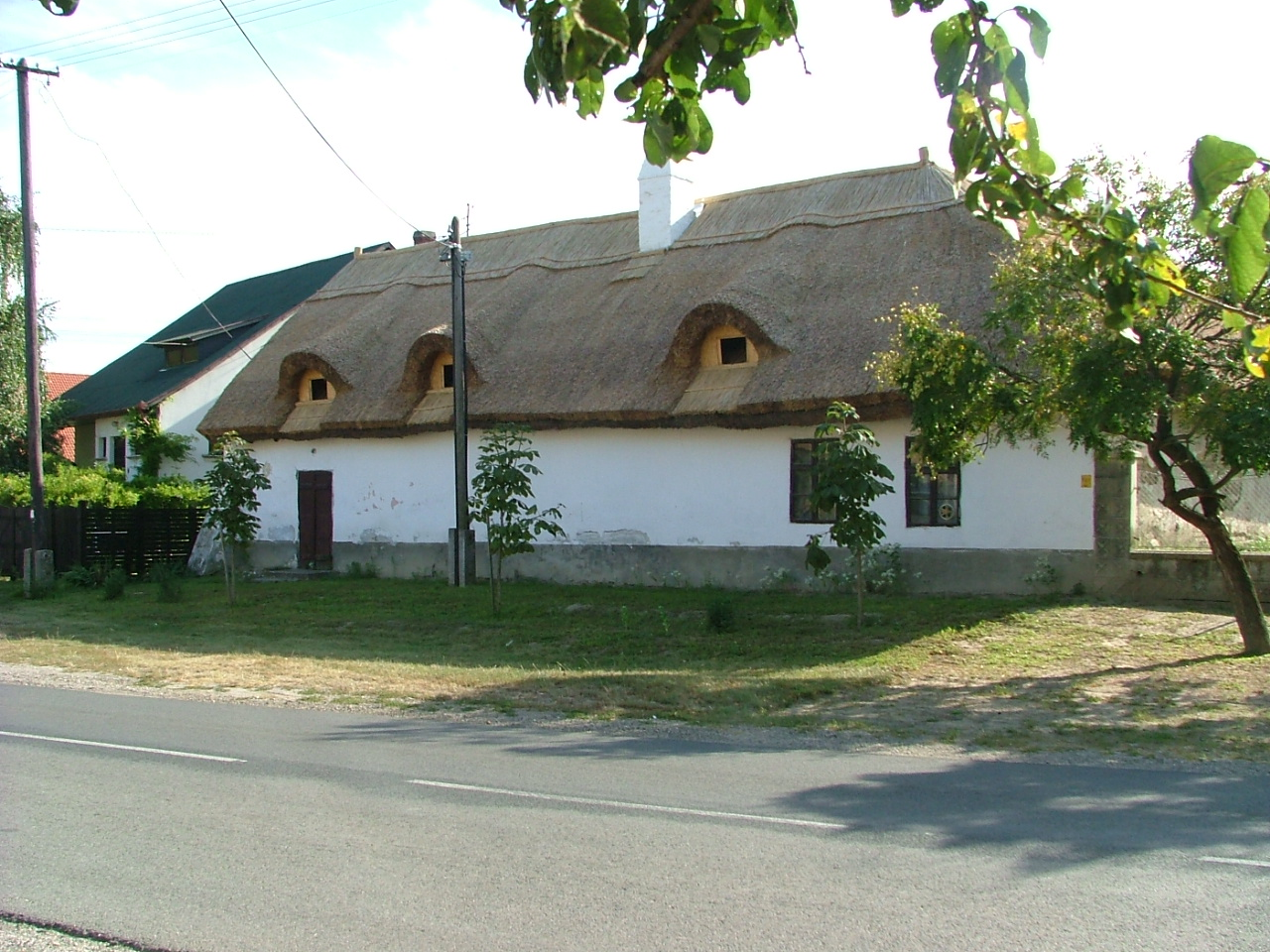
Vendégfogadó

Első fennmaradt okleveles említése Koroncónak 1207-ből való. Hogy a 13. században már népes curunczue nemzetség adott-e nevet a helységnek, vagy arról nevezte-e el magát, bizonytalan. 1585-ig a Koronczay nemzetség tagjai szerepelnek a falu uraiként. Ekkor Koronczay Menyhérttel a név a megyéből eltűnik. Elköltözött a nemzetség, vagy kihalt, más nevet vett fel? Nem tudni. Birtokrészükből a győri káptalan részesült eladás folytán, továbbá a falu nemesi családjai. Levéltári adatok szerint Koroncó a középkorban a győri káptalan és „több nemes”, így a Koronczay és Újszászy, Gencsy és gróf Cseszneky családok birtoka. A középkor végén okmányok említik a koroncói halastavat, Bakócz Tamás esztergomi érsek adományaként.
Feltehetőleg a mai plébánia előtt folyó Bakony-ér vízénél szélesebb és mélyebb tó volt. E tavat az akkor Füzegnek (Fyzegnek) nevezett, ma Bakony-ér néven szereplő folyócska táplálta. Ez a századok folyamán gondozás hiányában feltöltődött, eliszaposodott.
A falu a török hódoltság alatt sokat szenvedett, és hamar elpusztult. 1608-ban az okmányokban mint elpusztult, meghódított falu szerepel. Adóját 1619-ben 1 1/2 kapura szedte a vármegye. 1621-ben két török ura volt. Olaj bég és Ali szpáhi, majd Izsép és Ali. Később a fehérvári Csorba Ali és Rab Ali sarcolták a falut.
1683-ban a Bécs ellen tóduló török horda egy része Koroncó és Patona között vert hidat és ezen ment át. A falu ekkor elpusztult, de hamarosan újratelepült. Régi temploma abban az időben még állt, de düledezett. A visszaszivárgott, megmaradt nép új erőre kapott, vesszőből font, sárral tapasztott templomot állított magának. Ezt a helyet jelöli a községházával szemben álló kereszt. Körülötte volt a temető, amely elpusztult. Helye a Bercsényi út nevet kapta, de a Puszta temető név annyira rögződött, hogy a mai napig is használatos.
A 150 éves török uralom alatt a falu elpusztult. Az oszmánok távozása után a visszatérő csekély lakosság nem sokáig élvezhette az építő nyugalmat. A Rákóczi-szabadságharc egyik eseménye országos hírűvé tette a falu nevét, ugyanis 1704. június 13-án a falu határában ütközött meg Forgách Simon, II. Rákóczi Ferenc tábornoka, Heister császári tábornokkal, és ekkor súlyos veszteséget szenvedett a kuruc sereg.
Feljegyzések szerint a holttestek úgy feküdtek a harc helyén, mint aratás után a búzakévék. A csatavesztés következményei az egész vármegyére kihatottak. A császári csapatok, amit lehetett elvittek, amit nem, azt elpusztították, nemcsak Koroncón, de megyeszerte. A kuruc szabadságharc elbukott.

## Közélete

### Polgármesterei
- 1990–1994: Horváth Lóránt (független)[5]
- 1994–1998: Horváth Lóránt (független)[6]
- 1998–2002: Horváth Lóránt (független)[7]
- 2002–2006: Horváth Lóránt (független)[8]
- 2006–2010: Horváth Lóránt (független)[9]
- 2010–2014: Radicsné Kincses Mária (független)[10]
- 2014–2019: Radicsné Kincses Mária (független)[11]
- 2019–2024: Radicsné Kincses Mária (független)[12]
- 2024– : Radicsné Kincses Mária (független)[1]

## Népesség
A település népességének változása:
| Lakosok száma | 2054 | 2058 | 2074 | 2414 | 2609 | 2580 | 2620 |
|               | 2013 | 2014 | 2015 | 2021 | 2022 | 2023 | 2024 |

A 2011-es népszámlálás során a lakosok 83,5%-a magyarnak, 1,9% cigánynak, 0,7% németnek, 0,6% románnak, 0,2% szlováknak mondta magát (16,4% nem nyilatkozott; a kettős identitások miatt a végösszeg nagyobb lehet 100%-nál). A vallási megoszlás a következő volt: római katolikus 56,4%, református 2,2%, evangélikus 1,6%, görögkatolikus 0,2%, felekezeten kívüli 10,9% (27,8% nem nyilatkozott).
2022-ben a lakosság 92,4%-a vallotta magát magyarnak, 0,9% németnek, 0,9% cigánynak, 0,1-0,1% görögnek, örménynek, románnak és szlováknak, 1,3% egyéb, nem hazai nemzetiségűnek (7,4% nem nyilatkozott; a kettős identitások miatt a végösszeg nagyobb lehet 100%-nál). Vallásuk szerint 40,1% volt római katolikus, 3,1% református, 2,2% evangélikus, 0,2% görög katolikus, 0,8% egyéb keresztény, 0,6% egyéb katolikus, 13,6% felekezeten kívüli (39,2% nem válaszolt).

## Az óvoda

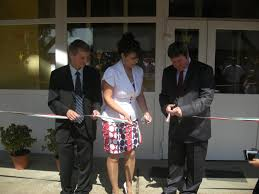
Az óvoda megnyitása a felújítás után

1980-ban létesült a községi, háromcsoportosvóvoda, 1990-ben került jelenlegi helyére, a Rákóczi utcai iskola mellett. A létesítményhez tartozik egy nagy udvar, benne különböző szórakoztató és fejlesztő játékkal (csúszda, homokozó). Az óvoda konyháján főznek az iskola számára is. A gyermekek egészséges mozgásigényét tornaterem szolgálja.

## Az általános iskola

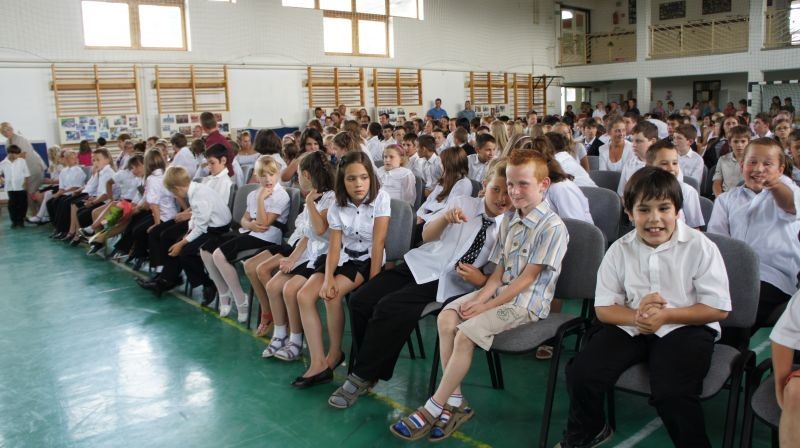
Iskolai évzáró, 2011

A községben működik egy nyolc osztályos általános iskola is. Az felújított épületbe jelenleg (2015) 130 tanuló jár. A háromszintes iskola tornacsarnokkal, öltözőkkel, vizesblokkokkal, sport- és kémiaszertárral, igazgatói irodával, tanári szobával, informatika, fejlesztő/továbbképző valamint technika teremmel, interaktív táblákkal, biztonságos kialakítással, ebédlővel, betonos, bitumenes, valamint füves udvarral, a gyerekek részére kialakított külön biciklitárolóval, parkolóval, és egy utca felől megközelíthető modern játékokkal felszerelt játszótérrel rendelkezik. Az intézmény hivatalos neve: Koroncói II. Rákóczi Ferenc Általános Iskola. Vezetője: Némethné Máté Éva. Az iskolába az óvodából szállítják a tízórait, ebédet és uzsonnát. A Rákóczi-napok egy-két napig tartó versenysorozat, ahová más falvak (pl. Rábapatona) tanulói is ellátogatnak. A versenyeket egy Színe-Java Gála nevű esttel zárják, amelyen az iskola tanulói bemutatják zenés-táncos előadásukat, vidám színdarabjukat szavalataikkal, énekükkel.

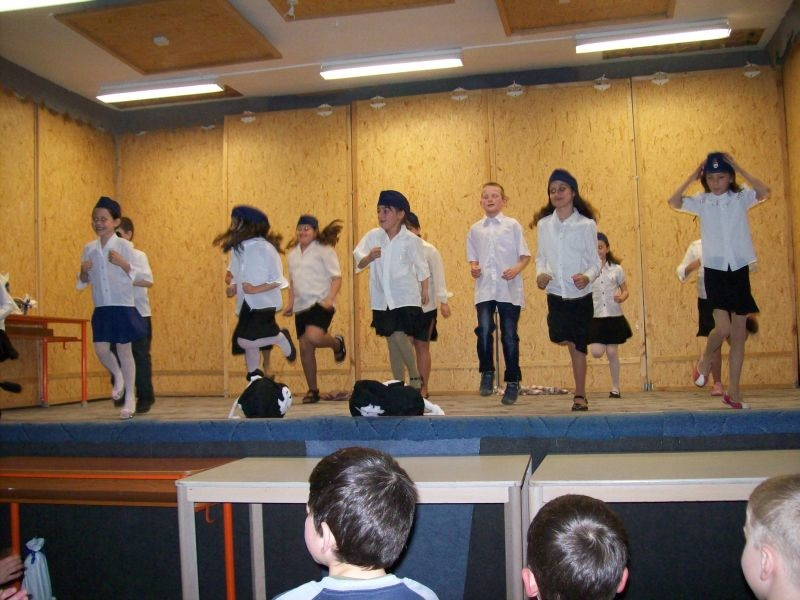
Színe-Java Gála, 2012

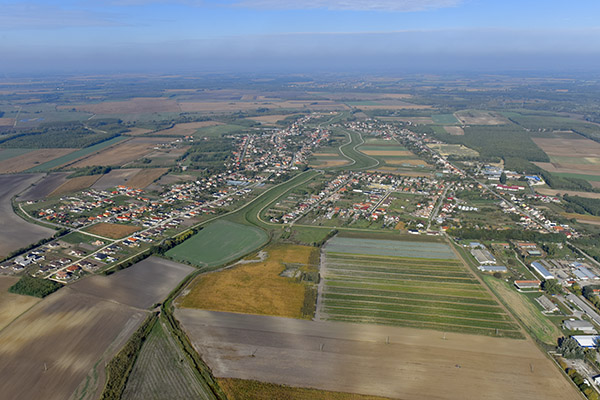
Koroncó látképe madártávlatból

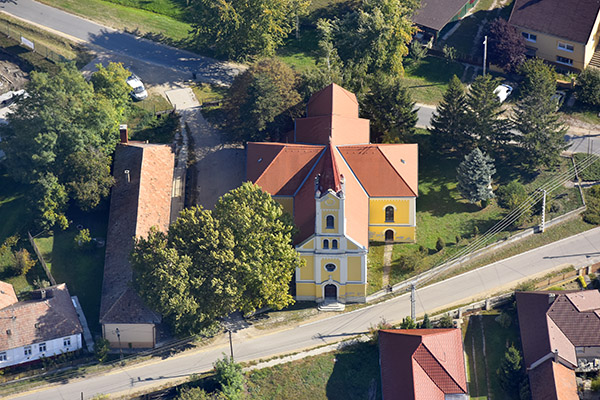
A Szent Anna-templom légi fotón

## Civil szervezetek

### ÖTE Koroncó (Önkéntes Tűzoltó Egyesület)
A koroncói ÖTE hosszú évek kihagyása után Szendi Tamás elnök vezetésével újra részt vehetett különböző helyszíneken, tűzoltó versenyen. Sok új csapat szerveződött: gyermek fiú és lány, ifjúsági fiú és lány, és felnőtt csapatok is. A 2016-os évben hat kupával térhettek haza a versenyzők Dunaszentpálról.

### Koroncói Tutti Judo Klub
A dzsúdóklub már sok-sok év óta működik és rengeteg díjjal térnek haza versenyzői. Az edzések eleinte a még felújítatlan kultúrházban folytak, de később átkerültek az iskola új sportcsarnokába.

### További civil szervezetek Koroncón
- KKSSZE Labdarúgó szakosztály
- KKSSZE Kézilabda Szakosztály Női Csapata
- Jázminvirág Nyugdíjas Klub
- Koroncói Polgárőr Egyesület
- Összefogás Koroncóért Egyesület
- Koroncói Sport Horgász Egyesület
- KKSSZE Amatőr Teke Szakosztály
- KKSSZE Kézilabda Szakosztály Férfi Csapata

## Bodza és Szeder Családi Napközi
A Bodza és Szeder Családi Napközi Koroncó legapróbb lurkóinak ad napközben szórakozást. Az édesanyák itt együtt lehetnek gyermekükkel, de akinek erre nincs lehetősége, az is nyugodt szívvel beadhatja ide gyermekét, mert jó kezekben van a hétköznapokban.

## Felújítások

A felújított Polgármesteri Hivatal

A település egyre fejlődik, több felújítás ment végbe:
- óvoda külső és belső
- az általános iskola sportkomplexuma, vizesblokkjai, öltözői
- a polgármesteri hivatal
- a szolgáltatóház (kultúrház)
- a temető ravatalozója
- az árvíz miatt megerősítették a gátakat, s a tetejükre betonút is került
- az elavult orvosi rendelő helyett is új épült
- új tűzoltószertár épült
- a takarék épületének átalakítása a polgárőrség számára
- a focipálya fejlesztése, lelátók építése